# Sebastià Marimon Tudó
Sebastià Marimon Tudó (Reus, 20 de gener de 1848 - Sevilla, novembre de 1896) va ser un metge i americanista català.
Nascut d'una família humil, amb una beca estudià medicina a Barcelona i amplià estudis a París. Amb facilitat per les llengües, parlava francès, anglès i alemany. Des de París es va traslladar a Amèrica Central, on passà alguns anys, principalment a Mèxic, estudiant poblacions indígenes i publicant diversos treballs sobre els Lacandons, alguns en revistes alemanyes. Va treballar amb l'explorador Alfred Percival Maudslay, amb el que publicà articles conjunts a revistes especialitzades angleses i americanes. Al tornar a la península va instal·lar-se a Sevilla, per a poder treballar a l'Arxiu General d'Índies i investigar sobre temes dels primers pobladors dels països americans. L'erudit i historiador cultural reusenc Joaquim Santasusagna diu que el 1884 va ser un dels signants del manifest fundacional de l'Associació Catalanista de Reus. Va exercir també de metge i va tenir gran prestigi: va ser metge de l'alta burgesia sevillana i dels ducs de Montpensier. Les seves investigacions es van veure truncades quan amb 48 anys va morir de tisi.